# Gustav Fieguth
Gustav Fieguth (* 15. Juni 1889 in Kunzendorf; † im 20. Jahrhundert) war ein deutscher Hofbesitzer und Politiker (NSDAP).
Fieguth war der Sohn eines Hofbesitzers in Kunzendorf. Er besuchte die Volksschule und arbeitete bis 1913 auf dem väterlichen Gut, das er später übernahm. Er hatte seinen regulären Militärdienst absolviert und war im Ersten Weltkrieg Soldat. Zum 1. August 1932 trat er der NSDAP bei (Mitgliedsnummer 1.204.037). Bei der Volkstagswahl in Danzig 1933 wurde er in den Volkstag gewählt.